# Yanahuaya (distrito)
Yanahuaya é um distrito do Peru, departamento de Puno, localizada na província de Sandia.

## Transporte
O distrito de Yanahuaya é servido pela seguinte rodovia:
- PE-34H, que liga o distrito de San Pedro de Putina Punco (e a Fronteira Bolívia-Peru, Parque Nacional Madidi) à cidade de Juliaca
- PU-115, que liga a cidade ao distrito de Ananea[1][2][3]